# Erich Sidler
Erich Sidler (* 26. Mai 1965) ist ein Schweizer Theaterregisseur und Intendant.

## Ausbildung und berufliche Stationen
Erich Sidler studierte zunächst Kunstgeschichte an der Universität Zürich, wechselte aber 1992 an die Hochschule Musik und Theater in Zürich, und begann ein Regie-Studium, das er 1996 abschloss. Danach ging er als Regieassistent ans Schauspiel des Niedersächsischen Staatstheaters in Hannover, wo ihn der damalige Intendant Ulrich Khuon bald mit ersten eigenen Regiearbeiten betraute. Es folgten Arbeiten als freier Regisseur, u. a. am Nationaltheater Mannheim, am Staatstheater Stuttgart und am Schauspiel Essen.
2001 engagierte ihn Friedrich Schirmer als Hausregisseur ans Schauspiel des Staatstheaters Stuttgart. Es folgten Inszenierungen u. a. am Landestheater Linz, am Maxim Gorki Theater in Berlin, am Theater Basel und am Theater am Neumarkt in Zürich.
2007 bis 2012 leitete Erich Sidler das Schauspiel am Stadttheater Bern. In dieser Zeit konnte er eine neue Spielstätte für das Schauspiel durchsetzen und neue Publikumsschichten für die Sparte erschliessen.
Seit 2012 arbeitet er wieder als freier Regisseur, u. a. am Staatstheater Saarbrücken, am Deutschen Theater in Göttingen und am Theater Heidelberg.
Neben einigen grossen Klassikern hat Sidler vor allem Ur- und Erstaufführungen zeitgenössischer Dramatik auf die Bühne gebracht. Er war mit mehreren Inszenierungen bei den wichtigsten Foren für Gegenwartsdramatik (Mülheimer Theatertage, Heidelberger Stückemarkt, Autorentheatertage am Deutschen Theater, Berlin) vertreten.
Seit der Spielzeit 2014/2015 ist Erich Sidler Intendant des Deutschen Theaters Göttingen.

## Auszeichnungen
- Kurt-Hübner-Regiepreis der Deutschen Akademie der darstellenden Kunst (Für „Die Marquise von O....“ nach Heinrich von Kleist.)